# Castelner
Castelner é uma comuna francesa na região administrativa da Nova Aquitânia, no departamento Landes. Estende-se por uma área de 5,87 km². Em 2010 a comuna tinha 113 habitantes (densidade: 19,3 hab./km²).